# Asni
Asni (Berbero: Asni, ⴰⵙⵏⵉ , Arabo: أسني) è una piccola città del Marocco, nella provincia di Al Haouz, nella regione di Marrakech-Safi.
Sorge alle pendici delle montagne dell'Atlante.